# Funkenmariechen im Weltall
Funkenmariechen im Weltall, Festivaltitel auch Majoretten im Weltraum, ist ein französischer Kurzfilm von David Fourier aus dem Jahr 1997.

## Handlung
Der Film verbindet collageartig die Themen Homo- und Heterosexualität, Kondome, Funkenmariechen, Weltall, den Papst und AIDS. Ausgangspunkt sind das heterosexuelle Paar Catherine und Laurent, der homosexuelle Mann Vincent und Papst Johannes Paul II.
Caterine und Laurent schlafen miteinander, wobei sie Kondome verwenden. Für die Herstellung der Kondome wird Latex der Kautschukbäume verwendet. Über eine Baumgruppe wird zur Loveparade übergeleitet, die als „Gruppe von Homosexuellen“ vorgestellt wird, zu der auch Vincent und seine Freunde gehören. Catherine und Laurent sind nicht auf der Loveparade, weil sie gerade im Wald miteinander schlafen. Der Film leitet über zu Personen, die nicht miteinander schlafen: die Kosmonauten Dimitri und Igor auf der Sojus 27, die heterosexuell sind und zudem keine Kondome dabei haben, wobei Dimitri zur Ablenkung Bilder von Funkenmariechen an der Wand hat; Funkenmariechen, die zu jung dafür sind; und Papst Johannes Paul II., der darüber hinaus die Nutzung von Kondomen ablehnt. Ein junges Funkenmariechen und der Papst werden gegenübergestellt; beide unterscheiden sich dadurch, dass der Papst im Gegensatz zum Kind den Homosexuellen ablehnt. Über verschiedene Verbindungen landet der Film erneut bei Vincent auf der Loveparade. Es stellt sich heraus, dass es möglicherweise Vincents letzte Loveparade sein wird, da er AIDS hat. Die Verbindung von Vincent und dem Papst ist, dass beide sterben werden – der eine jung, der andere alt. Der Junge appelliert an die Verwendung von Kondomen, der Alte lehnt sie ab. Ein Kind wird eingeblendet und der Erzähler stellt fest, dass das Kind nicht weiß, was der Tod ist.

## Produktion
Funkenmariechen im Weltall war das Regiedebüt von David Fourier, der zudem das Drehbuch schrieb. Der Film entstand 1996 und wurde 1997 erstmals aufgeführt.
Im Film werden Szenen mit Schauspielern mit Tricksequenzen und Dokumentarszenen, darunter dem Attentat auf Papst Johannes Paul II, gemischt, wobei die Schnitte schnell erfolgen. Es gibt keine Dialoge, stattdessen werden die Szenen über den Kommentar des Erzählers miteinander verbunden.
Der Film lief auf zahlreichen internationalen Festivals, darunter Ende Januar bzw. Anfang Februar 1997 auf dem Festival du Court-Métrage de Clermont-Ferrand, Mitte April 1997 auf dem Filmfest Dresden und Ende April 1997 im Rahmen der Internationalen Kurzfilmtage Oberhausen unter dem Titel Majoretten im Weltraum sowie im Oktober 1997 auf dem Chicago International Film Festival.
Bereits Anfang 1997 wurde der Film im Rahmen der Sendung Surprises auf Canal+ im französischen Fernsehen gezeigt. ARTE veröffentlichte den Film im Dezember 1998 im Rahmen der Sendung Kurz-Schluß unter dem Titel Funkenmariechen im Weltall im deutschen Fernsehen. Im Jahr 2000 wurde Funkenmariechen im Weltall mit weiteren Kurzfilmen als Kompilationsfilm Boys Life 3 in den Vereinigten Staaten veröffentlicht.

## Auszeichnungen
Funkenmariechen im Weltall gewann 1997 den BAFTA in der Kategorie Bester Kurzfilm. Der Film wurde 1998 mit dem César in der Kategorie Bester Kurzfilm ausgezeichnet.